# Calazar (oficial)
Calazar (em grego: Χαλαζάρ; romaniz.: Chalazar) foi um oficial bizantino de origem huna do século VI, ativo durante o reinado do imperador Justiniano (r. 527–565). Serviu como doríforo da guarda de João. Comandou com Gudila a ala direita dos 300 cavaleiros ilírios que João deixou como guarnição de Rusciane no final de 547 / começo de 548, no contexto da Guerra Gótica em curso. Após meados do verão de 548, quando a cidade foi entregue ao rei Tótila, foi torturado e morto por ter atrapalhado a rendição da cidade numa negociação anterior.